# Fannin County (Texas)
Fannin County je okres ve státě Texas v USA. K roku 2010 zde žilo 33 915 obyvatel. Správním městem okresu je Bonham. Celková rozloha okresu činí 2 328 km².